# Пам'ятник Леніну (Дніпропетровськ)

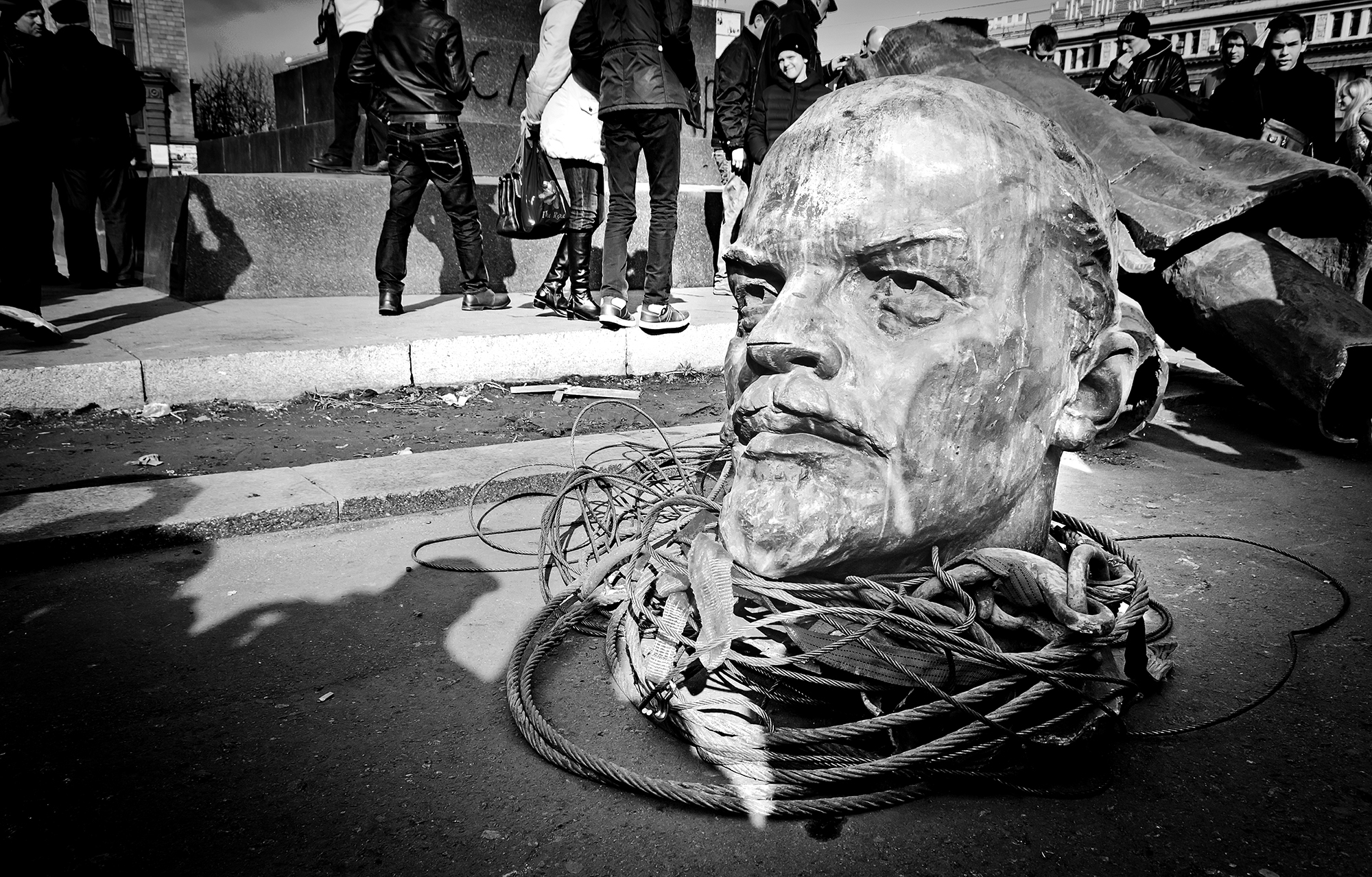
Знесений пам*ятник

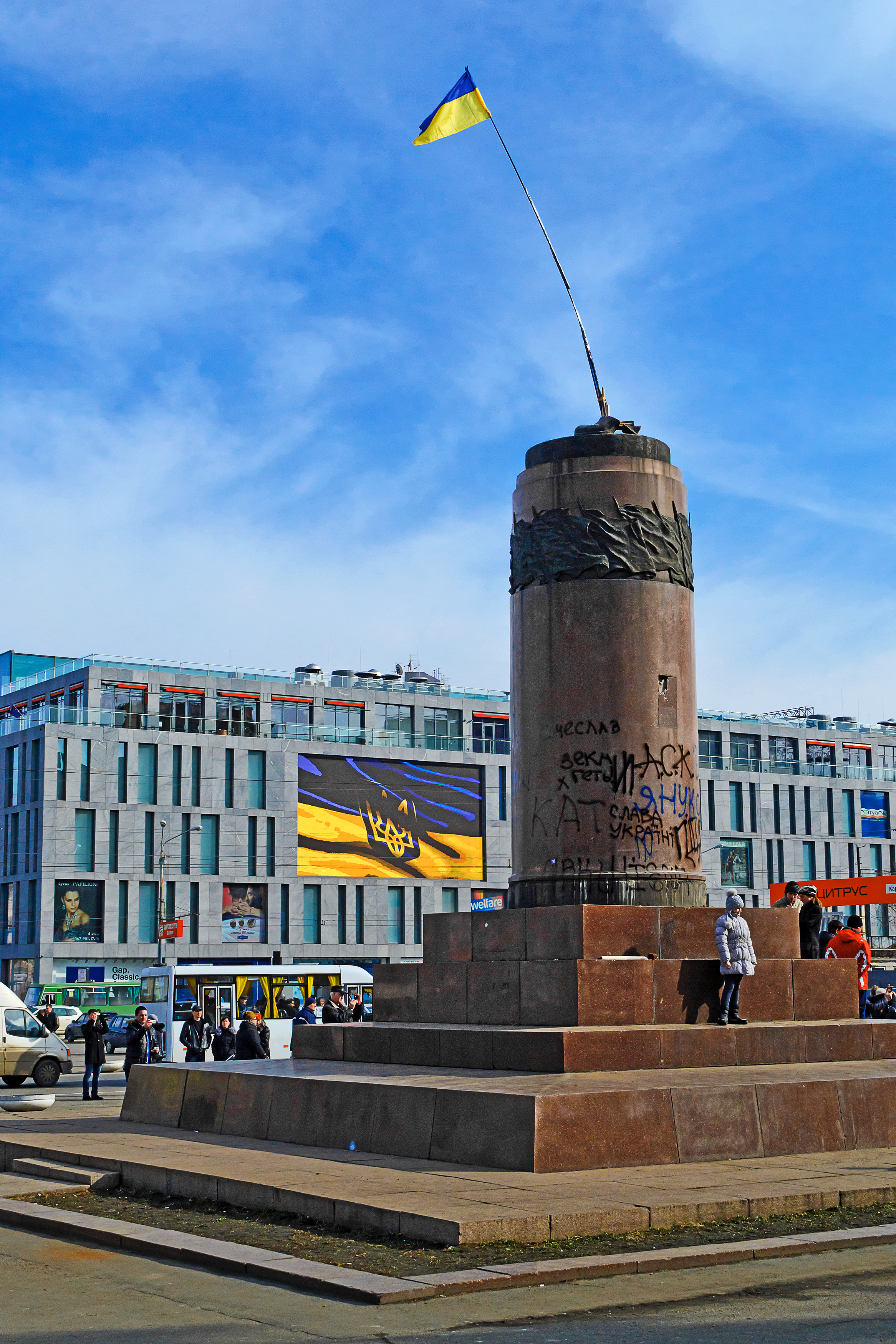
Прапор замість знесеного пам*ятника Леніну

Пам'ятник В. І. Леніну — був розташований на площі Леніна у Дніпропетровську, тепер Площа Героїв Майдану, споруджений у 1957 році, скульптори Макар Вронський, Олексій Олійник, архітектор Олександр Сидоренко.
Знесений під час Революції Гідності 21 лютого 2014 року.